# Jaborowice
Jaborowice [pronunciación en polaco: /jabɔrɔˈvit͡sɛ/] (en alemán: Jaborowitz) es un pueblo ubicado en el distrito administrativo de Gmina Polska Cerekiew, dentro del Condado de Kędzierzyn-Koźle, Voivodato de Opole, en el sur de Polonia occidental. Se encuentra aproximadamente a 2 kilómetros al este de Polska Cerekiew, a 14 kilómetros al sur de Kędzierzyn-Koźle, y a 51 kilómetros al sur de la capital regional Opole.
Antes de 1945, el área fue parte de Alemania.
El pueblo tiene una población de 205 habitantes.